# STANAG彈匣

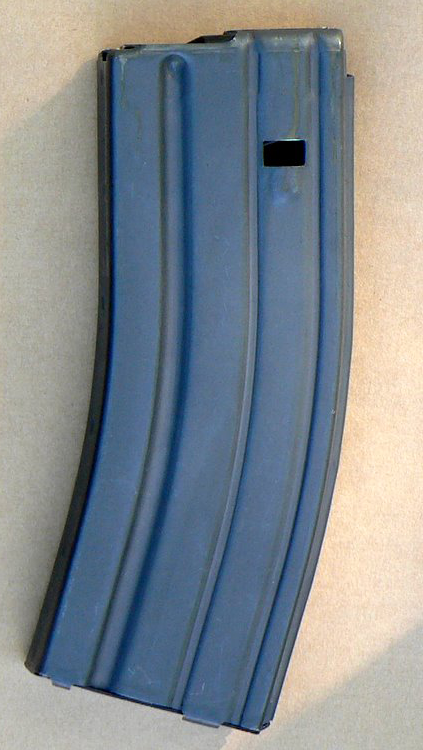
柯爾特（Colt）生產的30發STANAG彈匣，常見於美軍的M16及M4上。

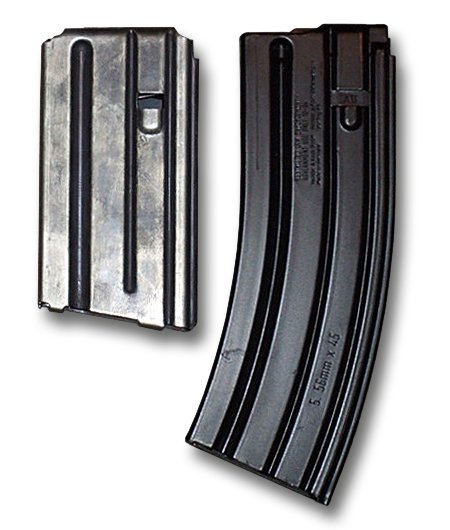
兩個STANAG彈匣，左為柯爾特生產的20發彈匣，右為黑克勒-科赫（Heckler & Koch）生產的30發彈匣。

STANAG彈匣（STANAG magazine）是指北約（NATO）制式5.56×45毫米口徑標準步槍彈匣，這種標準是因為1980年10月北約提出4179号标准化协议（STANAG 4179），統一口徑以易於各成員國間彈藥及彈匣共用及降低後勤工作量。當時北約決定採用M16突擊步槍的彈匣作標準，其後大部份成員國跟隨採用，但亦有小數成員國認為可靠性不足而採用其他彈匣。然而，可靠性問題仍然持續出現，有些步槍因其設計不能完全配合而發生卡彈等故障。近年這些軍用彈匣生產商亦不斷改良設計以提高可靠性，例如黑克勒-科赫設計的新型30發鋼製彈匣，而且仍然可與舊式鋁制彈匣通用。

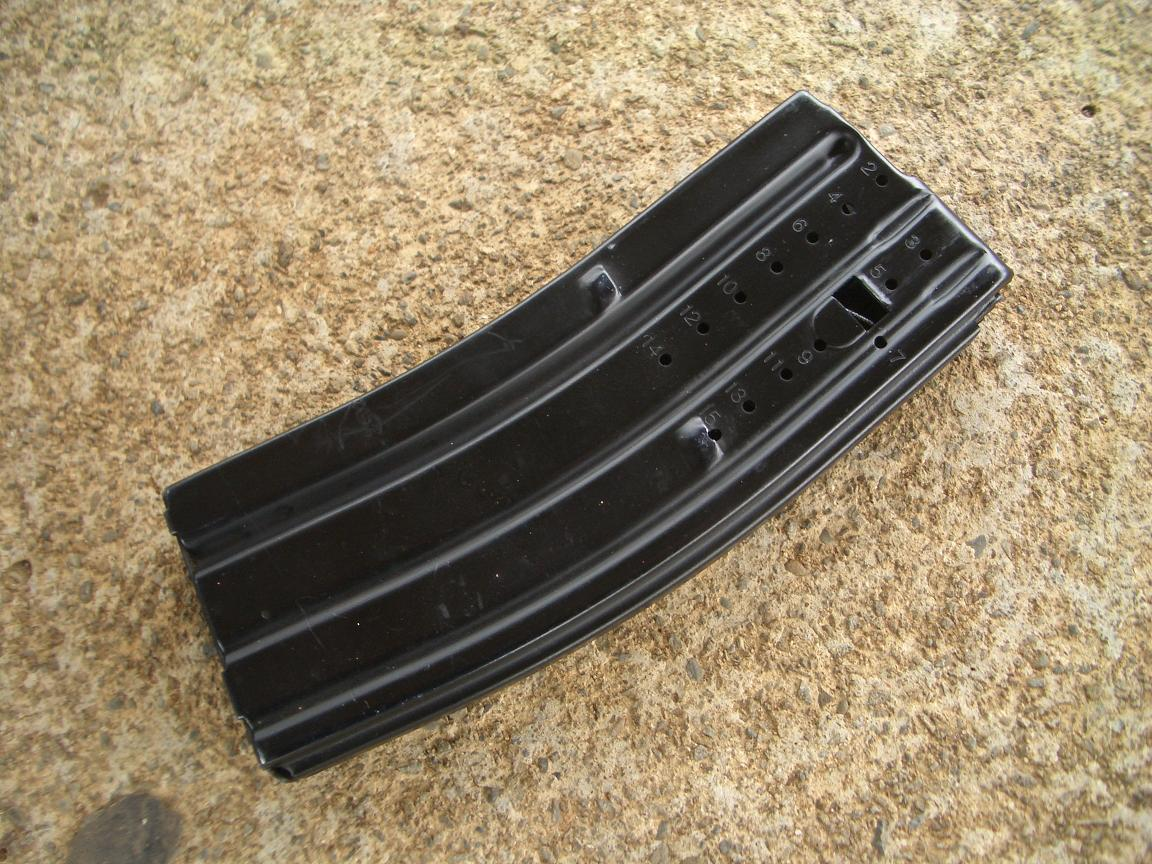
T91的30發可視式STANAG彈匣

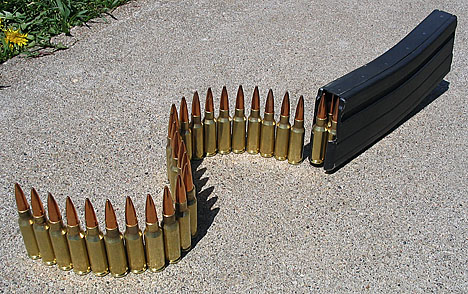
STANAG彈匣可裝入26發6.5mm Grendel子彈

STANAG彈匣在成為制式後變成5.56×45毫米槍械的一種設計標準，相容STANAG彈匣的步槍可對應20、30、40發彈匣，亦可對應90發彈鼓或Beta C-Mag 100發彈鼓。除了成為軍用制式標準外，STANAG彈匣亦成為民用步槍如AR-15等採用的彈匣，民間廠商亦有生產一些特別設計的彈匣以達到快速裝填的效果。

## STANAG彈匣特點
STANAG彈匣普遍採用鋁合金製造，結構非常簡單且輕便。設計之初曾有將此彈匣作為用後即拋的一次性消耗品的想法（不過成本還是沒有那麼低所以依舊被重複使用），所以使其結構略顯單薄，反復使用或者磕碰變形經常會導致可靠性問題。目前有一種趨勢，即用鋼製或合成材料質彈匣取代舊式鋁合金彈匣。
STANAG彈匣採用的是“直—彎—直”型的設計，即中間有一處明顯的弧度變化。這個設計雖然比純彎彈匣體積要小（如AK系列），但是也帶來了可靠性隱患（尤其是5.56mm彈藥錐度較小，對弧度變化較大錐度的槍彈如7.62mm M43彈敏感）。所以一些新生產的彈匣對這個設計進行了修改，採用了更加自然的弧度同時保證通用性（比如馬格普工業公司的產品）。

## 對應STANAG彈匣的槍械

### AR-15系列步槍
- AR-15半自動步槍
- M16突擊步槍
- CAR-15卡賓槍
- M4卡賓槍
- CQBR卡賓槍
- Mk 12特別用途步槍
- C7突擊步槍
- C8卡賓槍
- CM901突擊步槍
- REC7突擊步槍
- M16S1突擊步槍
- CAR 816突擊步槍
- 碳15手槍
- 大毒蛇M4型卡賓槍
- CQ突擊步槍
- 銀影基利波蛇式雙管突擊步槍
- MK556突擊步槍
- HK416突擊步槍
- HK416C卡賓槍
- M27步兵自動步槍
- ARAD突擊步槍
- KS卡賓槍
- MARS-L突擊步槍
- LWRC M6突擊步槍
- SOAR突擊步槍
- SIG MCX突擊步槍
- SIG 516突擊步槍
- SIG 556突擊步槍
- SIG M400突擊步槍
- M&P15半自動步槍
- T65突擊步槍
- T86戰鬥步槍
- T91戰鬥步槍
- T112戰鬥步槍
- TM4突擊步槍

### 非AR-15系列步槍
- Ak 5突擊步槍
- AR-18突擊步槍
- APC556突擊步槍
- AR70突擊步槍
- ARX-160突擊步槍
- CETME L型突擊步槍
- CS/LM8型轻机枪
- CZ 805布倫突擊步槍
- K1卡賓槍
- K2突擊步槍
- K3輕機槍
- K11多用途步槍
- Ultimax 100輕機槍
- EMARK-1突擊步槍
- FAMAS突擊步槍
- FNC突擊步槍
- Fort-221突擊步槍
- Minimi輕機槍
- F2000突擊步槍
- SCAR突擊步槍
- HK13輕機槍
- HK23輕機槍
- G36突擊步槍（需改裝STANAG彈匣井）
- G41突擊步槍
- HK433突擊步槍
- MD97突擊步槍
- IA2突擊步槍
- 內蓋夫輕機槍
- TAR-21突擊步槍
- Galil突擊步槍
- Galil ACE突擊步槍
- X95突擊步槍
- FA-03突擊步槍
- M249班用自動武器
- MA-11突擊步槍
- 馬柳克突擊步槍
- MSBS Grot突擊步槍
- ACR突擊步槍
- KH2002突擊步槍
- SS1突擊步槍
- SA80槍族
- SAR 21突擊步槍（出口型）[3]
- SAR 80突擊步槍
- SR-88
- SIG 553卡賓槍（US型）
- 斯通納輕機槍
- T75班用機槍
- AUG突擊步槍
- VHS突擊步槍（初期型）
- Wz. 1996迷你鈹式卡賓槍
- Wz. 1996鈹式突擊步槍
- XM8突擊步槍
- 97式自動步槍
- 03式自動步槍（外銷型）

有些步槍原本設計不能採用STANAG彈匣，但可通過轉換部件作配合，如HK G36、斯泰爾AUG。而除了5.56毫米口徑外，STANAG彈匣亦可對應如6.8 SPC、6.5 Grendel及其他口徑。